# Kaarsveiling
Een kaarsveiling is een veiling waarbij de veilingmeester een kaars aansteekt en slechts biedingen accepteert zolang de kaars blijft branden. Een kaars van 1 inch zal ongeveer 15 à 20 minuten branden. Omdat niet precies is vast te stellen wanneer de kaars dooft, is het niet mogelijk om tot het allerlaatste moment te wachten om een bod uit te brengen.
Een kaarsveiling werd veel gebruikt, bijvoorbeeld bij het veilen van onroerend goed. In Groot-Brittannië was een kaarsveiling gebruikelijk van ongeveer 1490 tot 1893, waarbij vanaf 1674 langzamerhand een verschuiving optrad naar een Engelse veiling. In Samuel Pepys' dagboeken is tweemaal (in 1660 en in 1662) sprake van een kaarsveiling, waarbij de Engelse Admiraliteit (zijn werkgever) overtollige schepen verkocht "by an inch of candle".
Het principe van een kaarsveiling is opnieuw in gebruik genomen bij internetveilingen, waarbij een virtuele kaars wordt gebruikt: een computer-algoritme sluit de veiling op een vooraf onbekend moment.